# 利韋卡萊爾國家公園

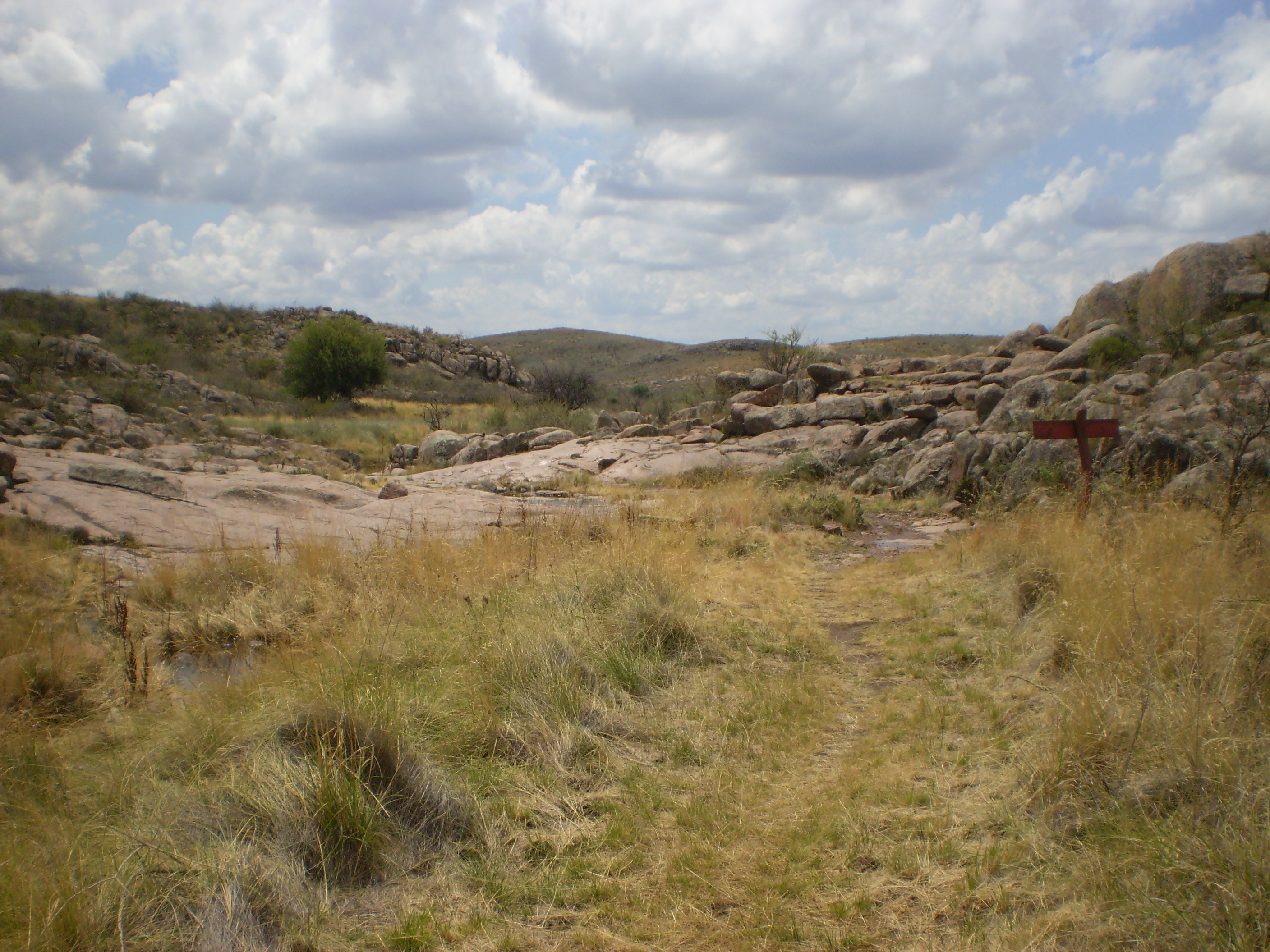

37°57′S 65°39′W / 37.95°S 65.65°W
利韋卡萊爾國家公園（西班牙語：Parque Nacional Lihué Calel）是阿根廷拉潘帕省的國家公園，位於該國中部，距離聖羅莎220公里，面積99平方公里，成立於1977年，是約150種鳥類的棲息地。